# Saint-Barthélemy-Grozon
 Saint-Barthélemy-Grozon  es una población y comuna francesa, ubicada en la región de Auvernia-Ródano-Alpes, departamento de Ardèche, en el distrito de Tournon-sur-Rhône y cantón de Lamastre.

## Demografía
| 628 | 552 | 481 | 460 | 428 | 469 |
| Para los censos de 1962 a 1999 la población legal corresponde a la población sin duplicidades (Fuente: INSEE [Consultar]) |     |     |     |     |     |